# 安特卫普中央站
安特卫普中央站 （荷蘭語：Station Antwerpen-Centraal）是比利时安特衛普省省会安特卫普的主要鐵路車站。该车站的前身为简易木质车站，当前的车站拥有“铁路大教堂”的美称。

## 历史
当前的车站大楼建于1895-1905年。这座有着圆形屋顶的砖石建筑由比由利时建筑师路易·德拉桑斯里设计。进入车站的拱桥则是由当地建筑师扬·范阿斯佩伦设计。
1998年，车站进行了大面积改造，原来的终点站改建成中转站，前往荷兰的火车可以直接从安特卫普地下穿过。

## 建筑
该车站被公认为比利时铁路建筑的最佳典范。由于德拉桑斯里的折衷主义影响，该车站难以归类为某种建筑风格。2009年，美国《新闻周刊》将该站评为世界第四大火车站。2014年，美国媒体Mashable列为全球最美丽的火车站榜首。

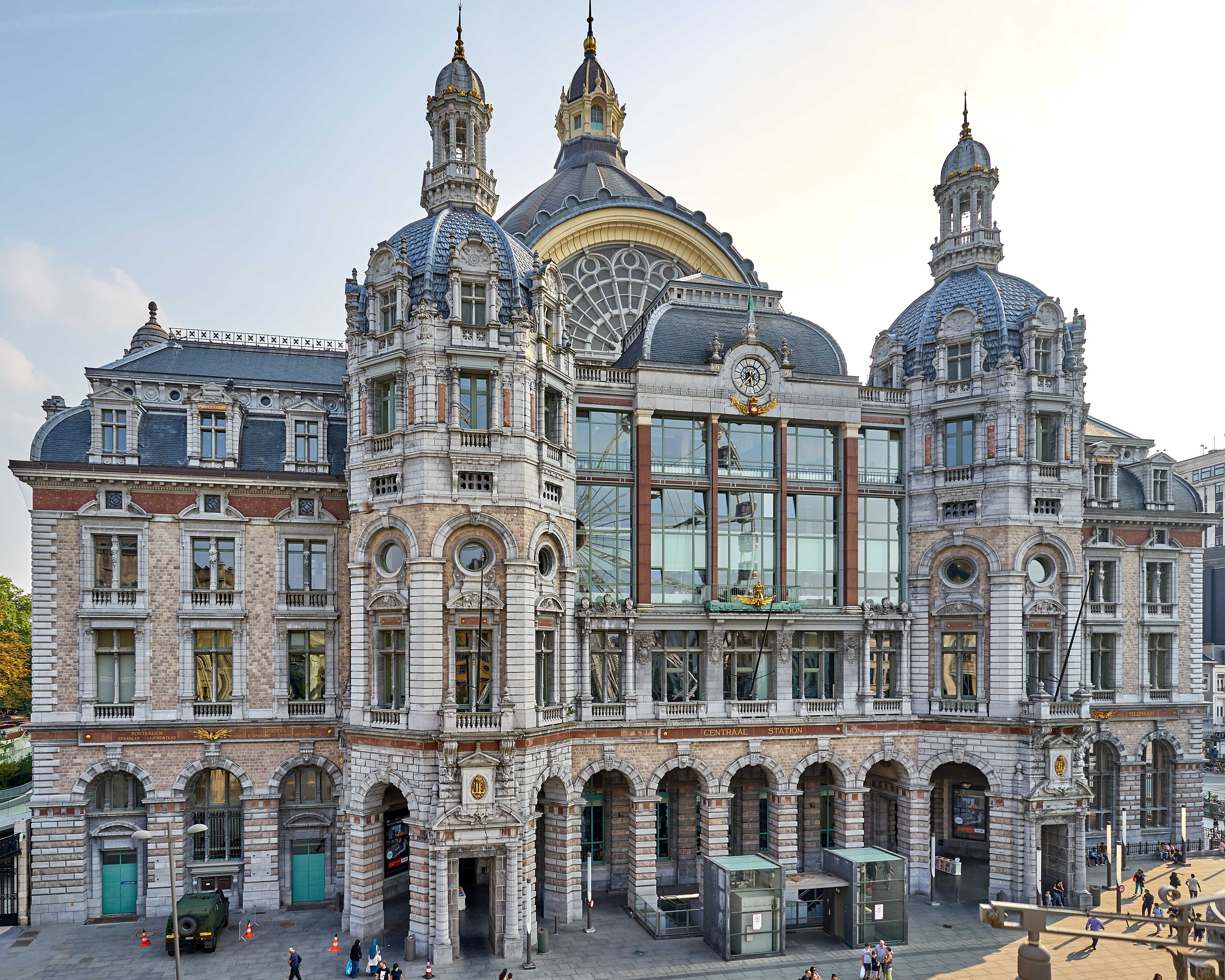
车站正面
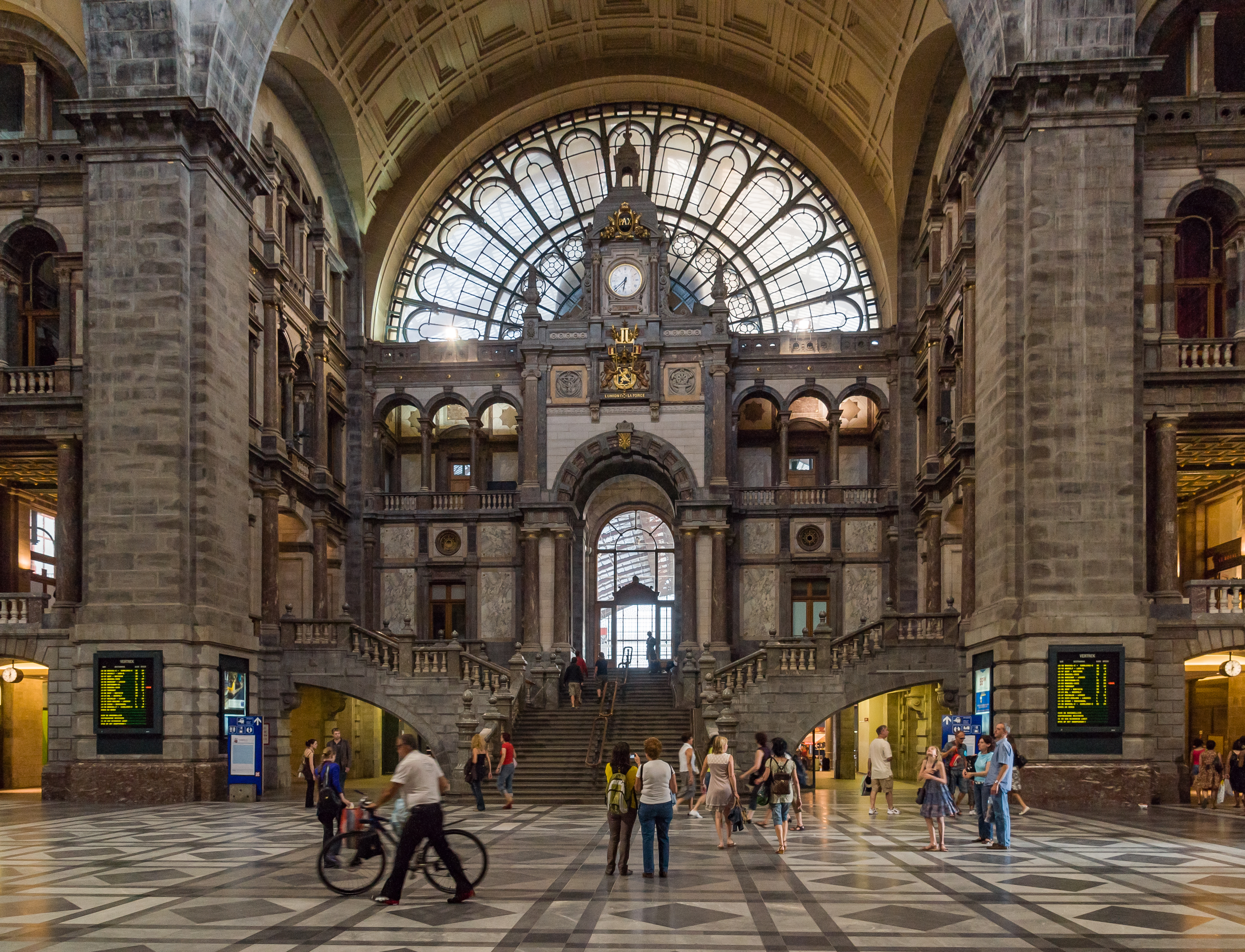
入口大堂
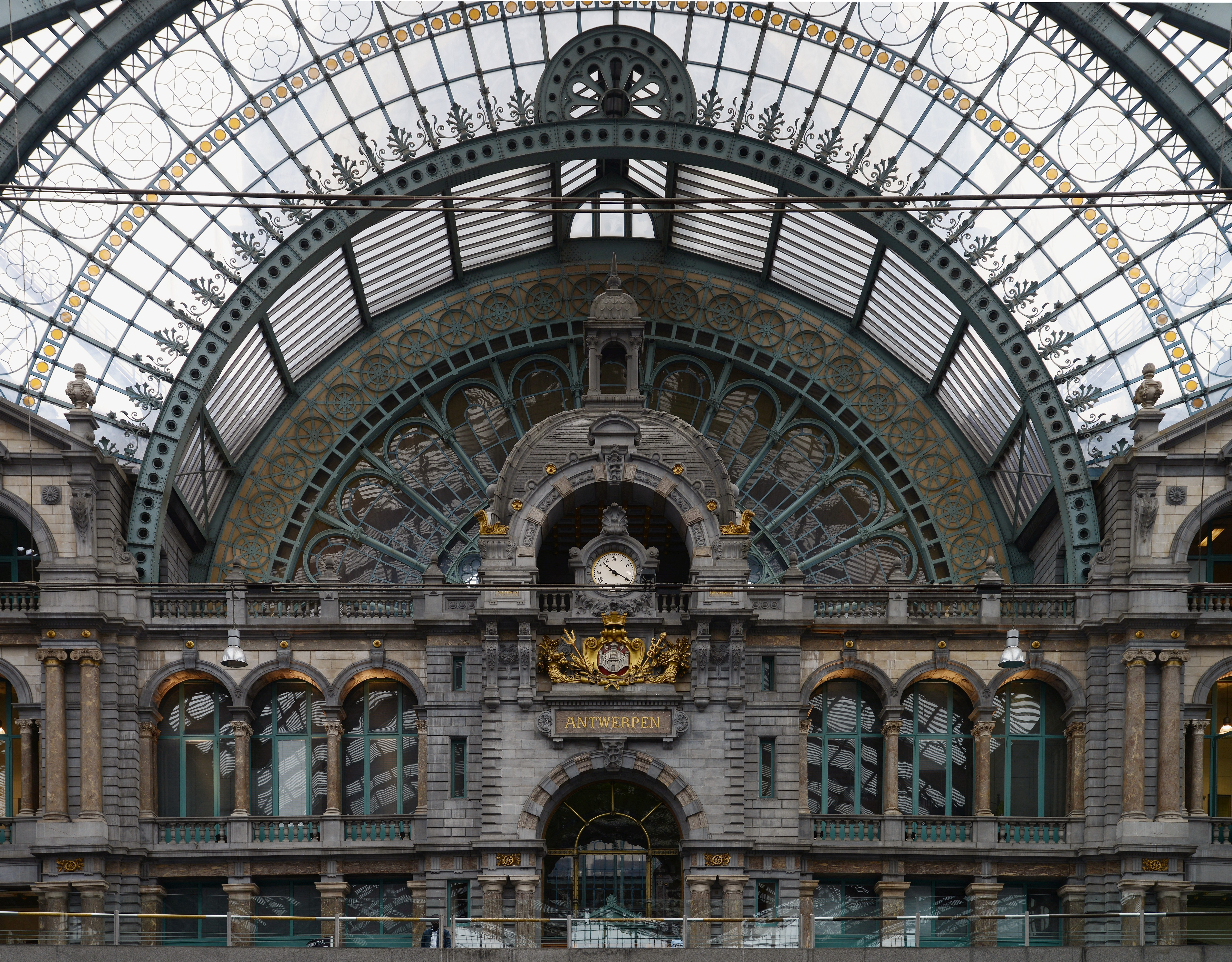
顶层的时钟

## 布局
车站共有14条股道，分布在三层：
- 一层：6条股道（1、2、3、4、5、6号站台）
- 地下一层：位于地下7米，有4条股道（11、12、13、14号站台）
- 地下二层：位于地下18米，有4条股道（21、22、23、24号站台）

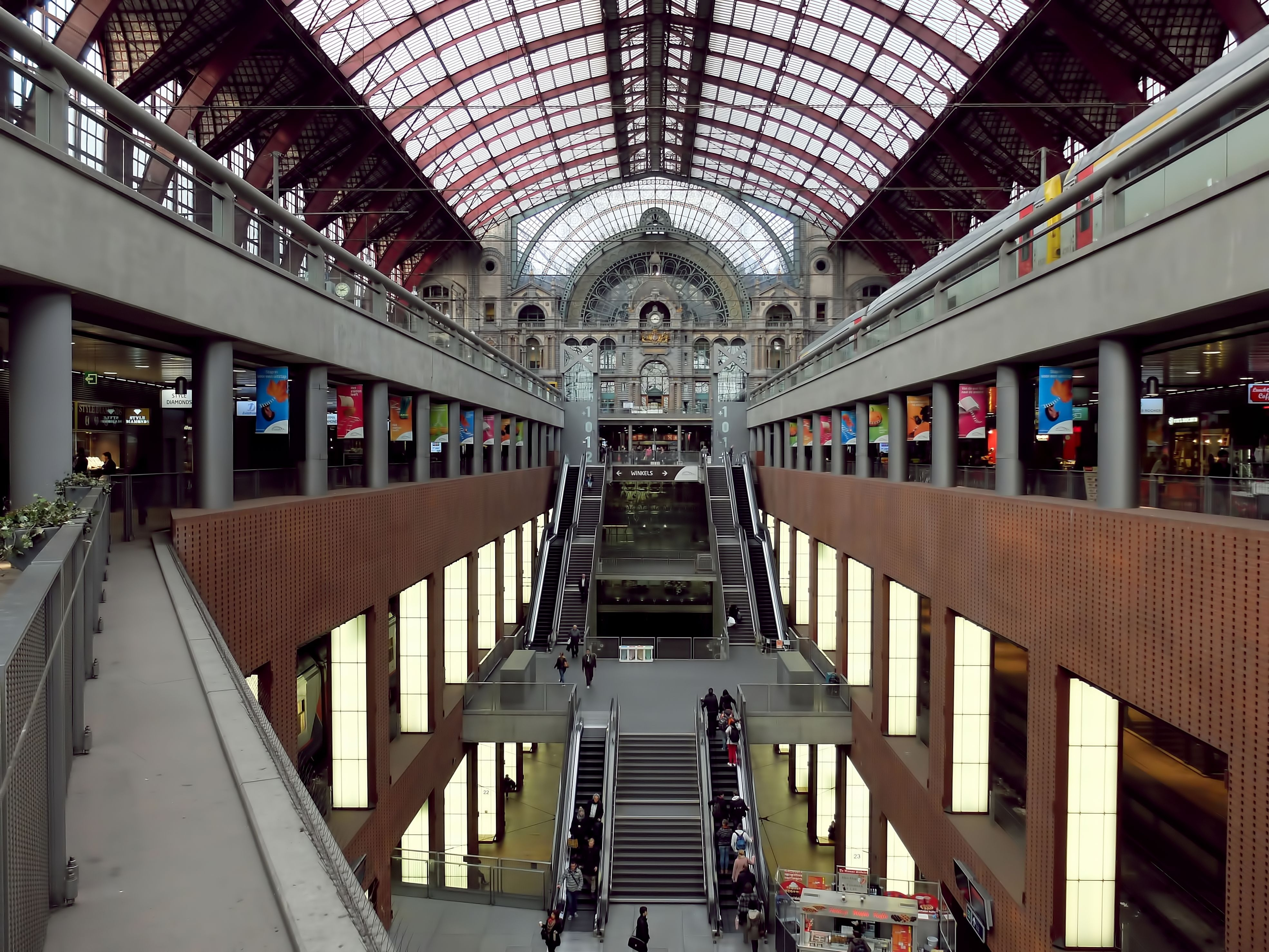
各楼层
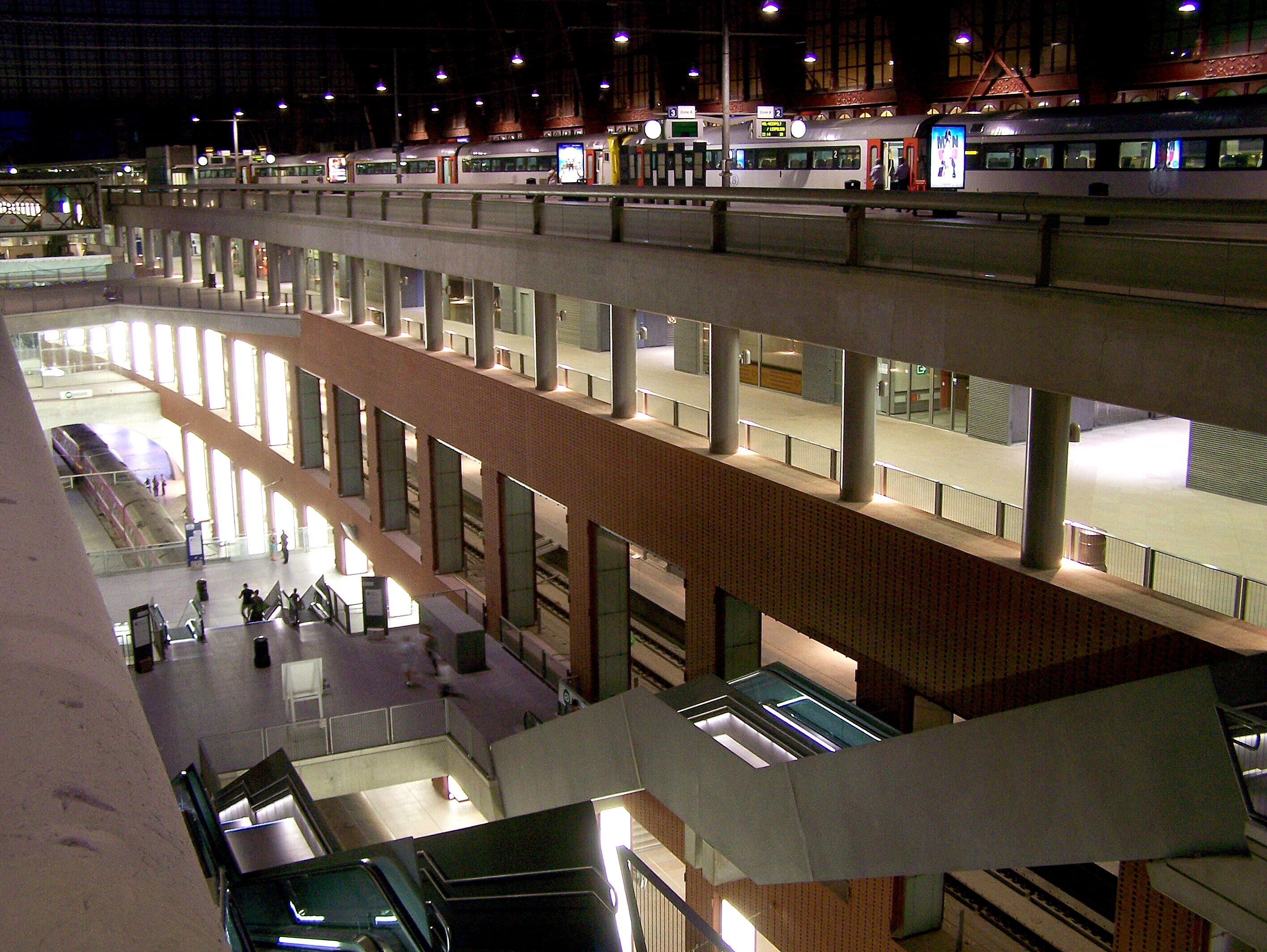
车站中庭望向各楼层
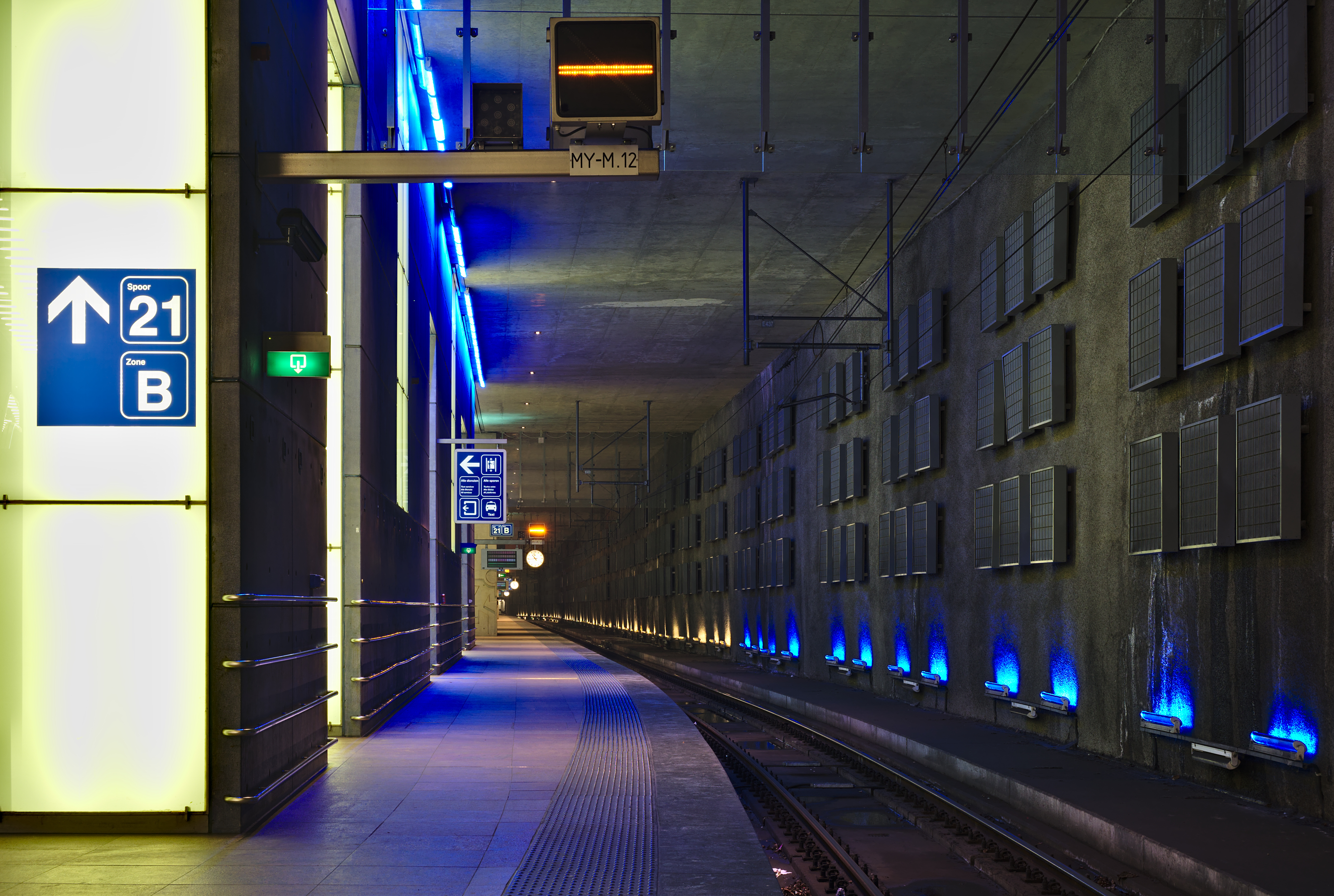
地下二层21号站台

## 列车服务
该站提供以下列车服务：
- 高速列车 (Thalys) 阿姆斯特丹 - 鹿特丹 - 安特卫普 - 布鲁塞尔 - 巴黎
- 高速列车 (Thalys) 阿姆斯特丹 - 鹿特丹 - 安特卫普 - 布鲁塞尔 - 里尔
- 高速列车 (Thalys) 阿姆斯特丹 - 鹿特丹 - 安特卫普 - 布鲁塞尔 - 尚贝里 - 圣莫里斯堡（冬季）
- 高速列车 (Thalys) 阿姆斯特丹 - 鹿特丹 - 安特卫普 - 布鲁塞尔 - 阿维尼翁 - 马赛（夏季）
- 国际城际列车 阿姆斯特丹 (每天12班) 或 海牙 (每天4班) - 鹿特丹 - 布雷达 - 北肯彭 - 安特卫普 - 布鲁塞尔机场 - 布鲁塞尔
- 城际列车 (IC-02) 安特卫普 - 圣尼克拉斯 - 根特 - 布魯日 - 奥斯坦德
- 城际列车 (IC-04) 安特卫普 - 圣尼克拉斯 - 根特 - 科特赖克 - 波珀灵厄/里尔
- 城际列车 (IC-05) 安特卫普 - 梅赫伦 - 布鲁塞尔 - 尼韦勒 - 沙勒罗瓦（周一至周五）
- 城际列车 (IC-08) 安特卫普 - 梅赫伦 - 布鲁塞尔机场 - 鲁汶 - 哈瑟尔特
- 城际列车 (IC-09) 安特卫普 - 利尔 - 阿尔斯霍特 - 鲁汶（周一至周五）
- 城际列车 (IC-09) 安特卫普 - 利尔 - 阿尔斯霍特 - 哈瑟尔特 - 列日（周末）
- 城际列车 (IC-10) 安特卫普 - 莫尔 - 哈蒙特/哈瑟尔特
- 城际列车 (IC-15) 北肯彭 - 安特卫普
- 城际列车 (IC-22) 埃森 - 安特卫普 - 梅赫伦 - 布鲁塞尔（周一至周五）
- 城际列车 (IC-22) 安特卫普 - 梅赫伦 - 布鲁塞尔 - 哈勒 - 布赖讷勒孔特 - 班什（周末）
- 城际列车 (IC-28) 安特卫普 - 圣尼克拉斯 - 根特（周一至周五）
- 城际列车 (IC-30) 安特卫普 - 海伦塔尔斯 - 蒂伦豪特
- 城际列车 (IC-31) 安特卫普 - 梅赫伦 - 布鲁塞尔 - 尼韦勒 - 沙勒罗瓦（周末）
- 地方列车 (L-22) 罗森达尔 - 埃森 - 安特卫普 - 皮尔斯（周一至周五）
- 地方列车 (L-22) 罗森达尔 - 埃森 - 安特卫普（周末）
- 地方列车 (L-23) 安特卫普 - 阿尔斯霍特 - 鲁汶
- 地方列车 (L-24) 安特卫普 - 海伦塔尔斯 - 莫尔（周一至周五）
- 地方列车 (L-30) 安特卫普 - 圣尼克拉斯 - 洛克伦
- 布鲁塞尔城市快铁（法语：Réseau express régional bruxellois） (S1) 安特卫普 - 梅赫伦 - 布鲁塞尔 - 滑铁卢 - 尼韦勒（周一至周五）
- 布鲁塞尔城市快铁 (S1) 安特卫普 - 梅赫伦 - 布鲁塞尔（周末）